# شعب الظبي (لودر)

تعديل مصدري - تعديل

شعب الظبي هي إحدى قرى عزلة زارة بمديرية لودر التابعة لمحافظة أبين، بلغ تعداد سكانها 206 نسمة حسب تعداد اليمن لعام 2004.